# Голтон (переписна місцевість, Вісконсин)
Голтон (англ. Houlton) — переписна місцевість (CDP) в США, в окрузі Сент-Круа штату Вісконсин. Населення — 377 осіб (2020).

## Географія
Голтон розташований за координатами 45°3′48″ пн. ш. 92°47′27″ зх. д. / 45.06333° пн. ш. 92.79083° зх. д. (45.063231, -92.790820). За даними Бюро перепису населення США в 2010 році переписна місцевість мала площу 2,64 км², уся площа — суходіл.

## Демографія
Згідно з переписом 2010 року, у переписній місцевості мешкало 386 осіб у 167 домогосподарствах у складі 105 родин. Густота населення становила 146 осіб/км². Було 191 помешкання (72/км²).
Расовий склад населення:
| - 91,2 % — білих - 1,8 % — вихідців з тихоокеанських островів - 1,6 % — корінних американців - 1,0 % — азіатів - 0,8 % — чорних або афроамериканців |

До двох чи більше рас належало 3,1 %. Частка іспаномовних становила 3,6 % від усіх жителів.
За віковим діапазоном населення розподілялося таким чином: 20,7 % — особи молодші 18 років, 64,3 % — особи у віці 18—64 років, 15,0 % — особи у віці 65 років та старші. Медіана віку мешканця становила 43,2 року. На 100 осіб жіночої статі у переписній місцевості припадало 109,8 чоловіків; на 100 жінок у віці від 18 років та старших — 111,0 чоловіків також старших 18 років.
Середній дохід на одне домашнє господарство становив 79 502 долари США (медіана — 91 030), а середній дохід на одну сім'ю — 78 154 долари (медіана — 90 856).
Цивільне працевлаштоване населення становило 122 особи. Основні галузі зайнятості: науковці, спеціалісти, менеджери — 34,4 %, сільське господарство, лісництво, риболовля — 20,5 %, публічна адміністрація — 16,4 %, будівництво — 15,6 %.